# Championnat du Luxembourg masculin de volley-ball
Le Championnat du Luxembourg masculin de volley-ball est une compétition annuelle regroupant les meilleurs clubs professionnels de volley-ball masculin en Luxembourg.

## Palmarès
| Année | Champion                                                 | Finaliste                                                | Troisième                                                |
| ----- | -------------------------------------------------------- | -------------------------------------------------------- | -------------------------------------------------------- |
| 1959  | CAL Clausen                                              |                                                          |                                                          |
| 1960  | CAL Clausen                                              |                                                          |                                                          |
| 1961  | CAL Clausen                                              |                                                          |                                                          |
| 1962  | CAL Clausen                                              |                                                          |                                                          |
| 1963  | CAL Clausen                                              |                                                          |                                                          |
| 1964  | Laleng                                                   |                                                          |                                                          |
| 1965  | CAL Clausen                                              |                                                          |                                                          |
| 1966  | CAL Clausen                                              |                                                          |                                                          |
| 1967  | Aris Bonnevoie                                           |                                                          |                                                          |
| 1968  | Aris Bonnevoie                                           |                                                          |                                                          |
| 1969  | CAL Clausen                                              |                                                          |                                                          |
| 1970  | CAL Clausen                                              |                                                          |                                                          |
| 1971  | CAL Clausen                                              |                                                          |                                                          |
| 1972  | Aris Bonnevoie                                           |                                                          |                                                          |
| 1973  | CAL Clausen                                              |                                                          |                                                          |
| 1974  | CAL Clausen                                              |                                                          |                                                          |
| 1975  | CAL Clausen                                              |                                                          |                                                          |
| 1976  | CAL Clausen                                              |                                                          |                                                          |
| 1977  | CAL Clausen                                              |                                                          |                                                          |
| 1978  | Aris Bonnevoie                                           |                                                          |                                                          |
| 1979  | CAL Clausen                                              |                                                          |                                                          |
| 1980  | CAL Clausen                                              |                                                          |                                                          |
| 1981  | Aris Bonnevoie                                           |                                                          |                                                          |
| 1982  | Aris Bonnevoie                                           |                                                          |                                                          |
| 1983  | CAL Clausen (18)                                         |                                                          |                                                          |
| 1984  | Aris Bonnevoie (7)                                       |                                                          |                                                          |
| 1985  | VC Mamer                                                 |                                                          |                                                          |
| 1986  | VC Mamer                                                 |                                                          |                                                          |
| 1987  | VC Strassen                                              |                                                          |                                                          |
| 1988  | VC Mamer                                                 |                                                          |                                                          |
| 1989  | VC Strassen                                              |                                                          |                                                          |
| 1990  | VC Strassen                                              |                                                          |                                                          |
| 1991  | VC Mamer                                                 |                                                          |                                                          |
| 1992  | VC Mamer                                                 |                                                          |                                                          |
| 1993  | VC Mamer                                                 |                                                          |                                                          |
| 1994  | VC Strassen                                              |                                                          |                                                          |
| 1995  | VC Mamer                                                 |                                                          |                                                          |
| 1996  | VC Mamer                                                 |                                                          |                                                          |
| 1997  | Volley 80 Pétange                                        |                                                          |                                                          |
| 1998  | Volley 80 Pétange                                        |                                                          |                                                          |
| 1999  | VC Mamer                                                 |                                                          |                                                          |
| 2000  | Volley 80 Pétange                                        |                                                          |                                                          |
| 2001  | VC Mamer                                                 |                                                          |                                                          |
| 2002  | Volley Bertrange (1)                                     |                                                          |                                                          |
| 2003  | VC Mamer (11)                                            |                                                          |                                                          |
| 2004  | VC Strassen                                              |                                                          |                                                          |
| 2005  | VC Lorentzweiler (1)                                     |                                                          |                                                          |
| 2006  | VC Strassen                                              |                                                          |                                                          |
| 2007  | VC Strassen                                              |                                                          |                                                          |
| 2008  | Volley 80 Pétange                                        | VC Strassen                                              | VC Lorentzweiler                                         |
| 2009  | Volley 80 Pétange (5)                                    | VC Fentange                                              | VC Strassen                                              |
| 2010  | VC Strassen                                              | Volley 80 Pétange                                        | VC Fentange                                              |
| 2011  | VC Strassen                                              | VC Fentange                                              | CHEV Diekirch                                            |
| 2012  | VC Strassen                                              | VC Fentange                                              | CHEV Diekirch                                            |
| 2013  | CHEV Diekirch                                            | VC Strassen                                              | Volley Bartreng                                          |
| 2014  | VC Strassen                                              | CHEV Diekirch                                            | RSR Walfer                                               |
| 2015  | VC Strassen                                              | CHEV Diekirch                                            | RSR Walfer                                               |
| 2016  | VC Strassen                                              | RSR Walfer                                               | CHEV Diekirch                                            |
| 2017  | VC Strassen                                              | VC Fentange                                              | RSR Walfer                                               |
| 2018  | VC Strassen                                              | VC Strassen                                              | VC Lorentzweiler                                         |
| 2019  | CHEV Diekirch                                            | VC Fentange                                              | VC Strassen                                              |
| 2020  | Compétition annulée en raison de la pandémie de Covid-19 | Compétition annulée en raison de la pandémie de Covid-19 | Compétition annulée en raison de la pandémie de Covid-19 |
| 2021  | VC Strassen                                              | VC Lorentzweiler                                         | Escher VC                                                |
| 2022  | VC Strassen                                              | Volley Bertrange                                         | VC Fentange                                              |
| 2023  | VC Strassen                                              | Volley Bertrange                                         | VC Lorentzweiler                                         |
| 2024  | VC Strassen                                              | Volley Bertrange                                         | VC Lorentzweiler                                         |